# Avner Less
Avner W. Less, född 1916 i Berlin, död 1987, var en israelisk polisofficer. Han förhörde Adolf Eichmann efter att denne hade kidnappats av Mossad och förts till Israel år 1960.
I filmen Eichmann – dödens underskrift spelas Less av Troy Garity.